# 연풍 최씨
연풍 최씨(延豊崔氏)는 충청북도 괴산군 연풍면을 본관으로 하는 한국의 성씨이다. 시조는 최지강(崔之崗)이다.

## 참고 자료
- “연풍최씨(延豊崔氏)”. 뿌리를 찾아서.[깨진 링크(과거 내용 찾기)]